# 上川站 (日本)
上川站（日语：／ Kamikawa eki */?）是北海道旅客鐵道石北本線沿線的車站，位於日本北海道上川郡上川町內。特急列車「鄂霍次克」及特別快速列車「北見」等所有列車均會在大雪山國立公園的層雲峽溫泉方向的入口停靠。
站名源自於阿伊努語的「pen-i-un-kur-kotan」（河流上游的人的村莊），意譯為「上川」。在上白瀧站廢止後，本站到鄰站白瀧站的站間距離長達37.3公里，是JR在來線（不含與新幹線共軌的路線）最長的站間距離。

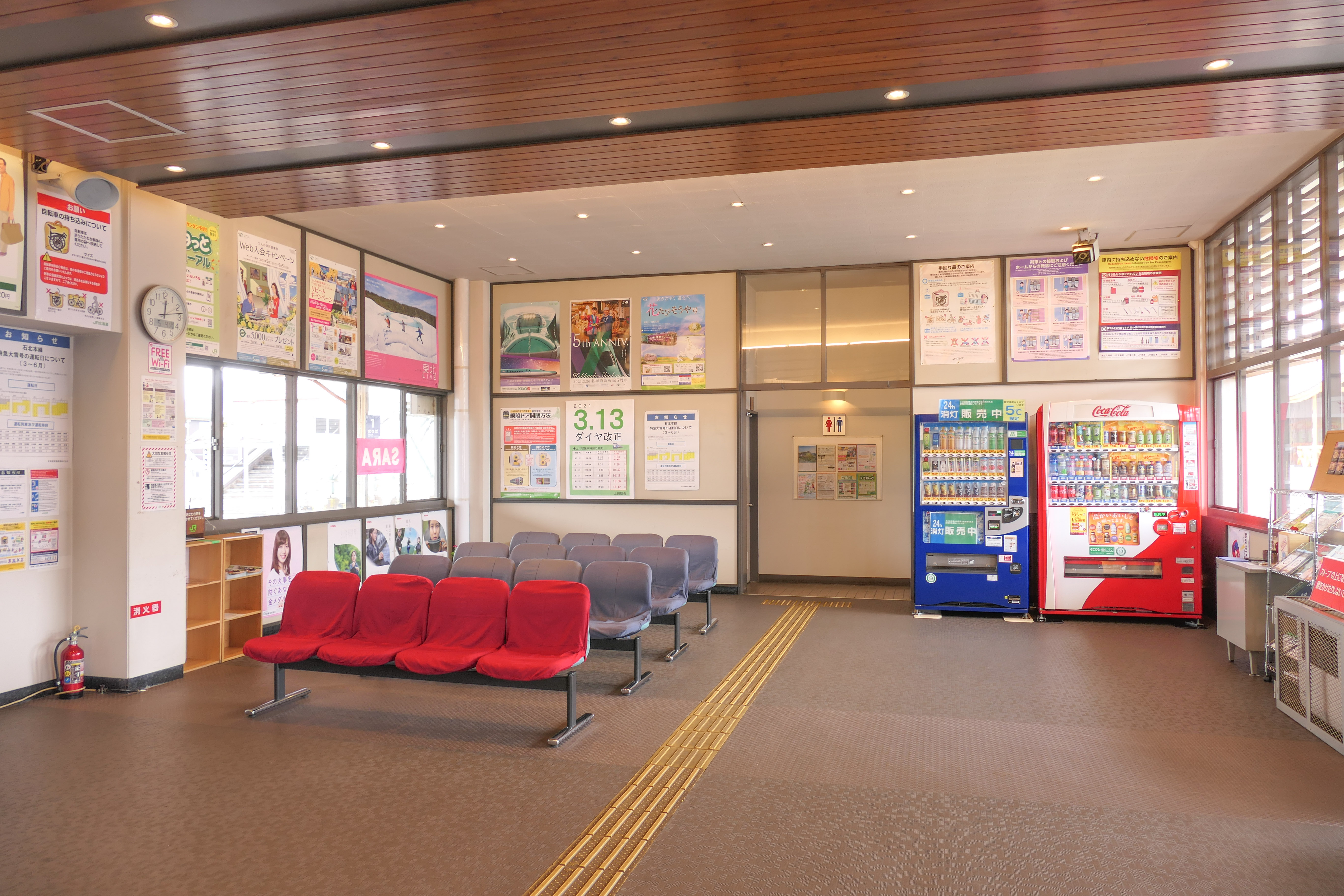
車站內部(2021年5月)

## 車站構造

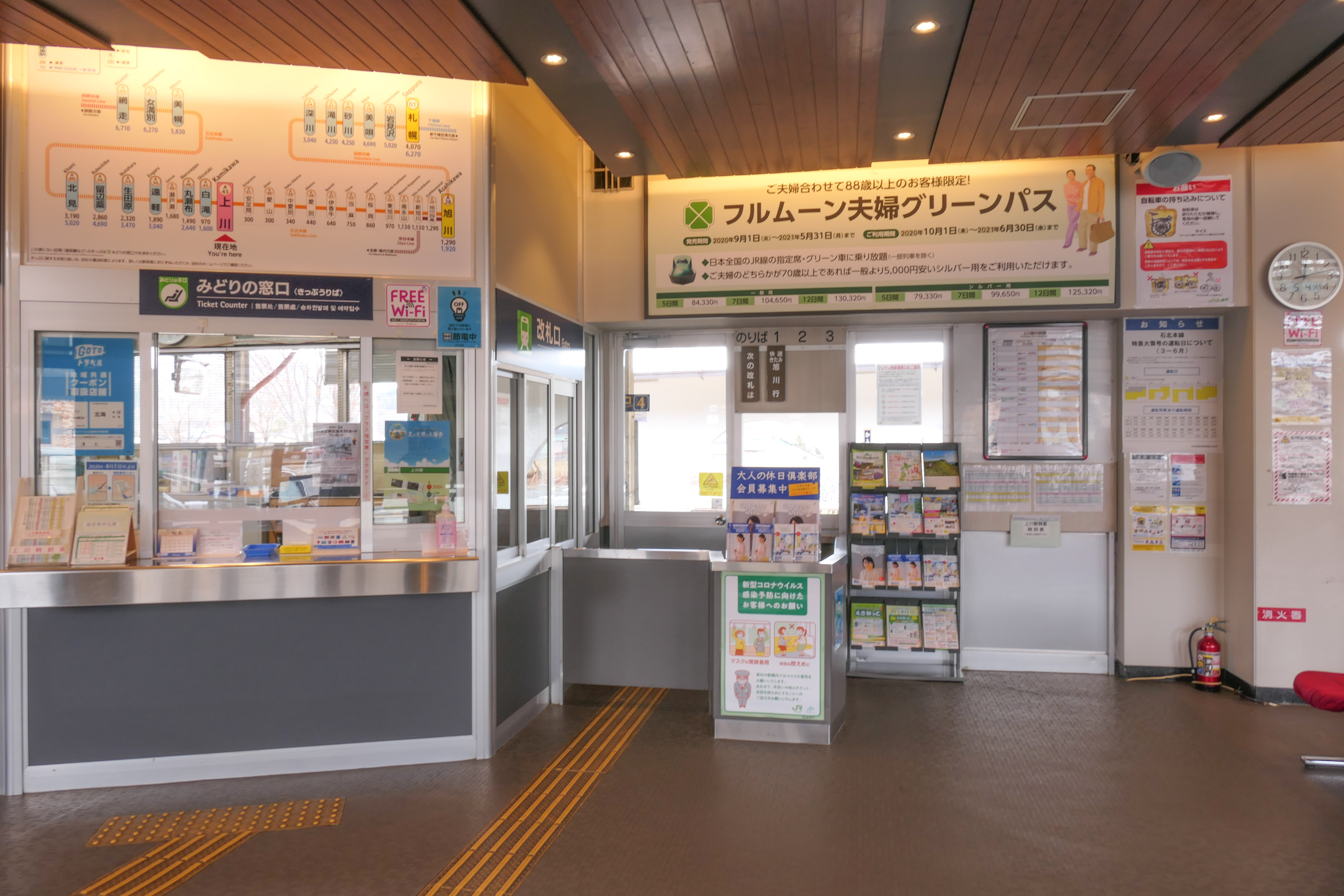
驗票口(2021年5月)

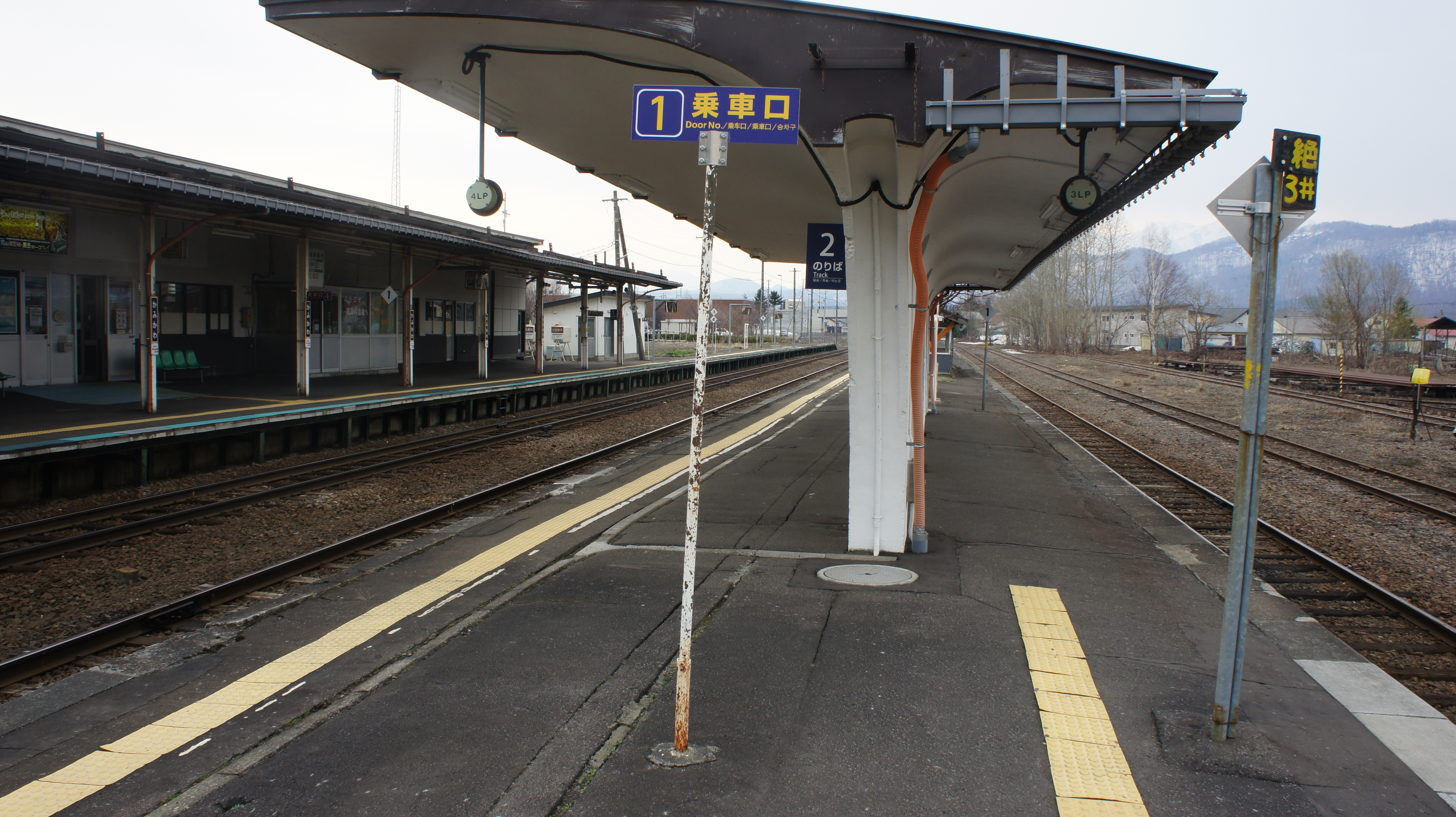
月台(2018年4月)

本站為擁有岸式、島式月台共2面3線的車站，月台之間以天橋連接。列車可於1號線（旭川方面）與3號線折返。特急列車、特別快速列車停靠1號線。
除清晨及傍晚外皆有站員駐守，並設有綠色窗口（營業時間8:00〜16:35）。曾設有自動售票機（服務時間與綠色窗口一樣），但在改建站房時被撤走。站內沒有投幣式行李置物櫃，若需寄放行李可透過綠色窗口。

## 車站周邊
- 國道39號
- 北海道道300號上川停車場線
- 上川町公所
- 旭川東警察署上川派出所
- 上川郵局（和日本郵便旭川東支店上川集配中心合設）
- 旭川信用金庫上川分店
- 上川中央農業協同組合（JA上川中央）上川分所
- 北海道上川高中
- 旭川紋別高速公路上川層雲峽交流道

## 歷史
- 1923年（大正12年）11月15日 - 由日本國有鐵道設立。
- 1947年（昭和22年） - 開設層琺峽森林鐵路。
- 1952年（昭和27年） - 廢除層琺峽森林鐵路。
- 1968年（昭和43年）7月25日 - 設立輔助貨櫃基地。
- 1984年（昭和59年）2月1日 - 廢止貨運、行李托運的業務。
- 1987年（昭和62年）4月1日 - 國鐵分割民營化，車站劃歸由JR北海道繼承。
- 2008年（平成20年）11月 - 因應車站前方的區域計畫改建站房。

## 巴士
附近有道北巴士運行。而車站前亦設置上川營業所（森のテラス．ヌプリ），並設有窗口及等候室等，及售賣巴士預約劵。
- 旭川站方向
- 層雲峽溫泉方向
- 高速流冰紋別號、特急鄂霍次克號　紋別巴士總站方向（與道東北海道巴士、北海道中央巴士、北紋巴士共同運行）

## 相鄰車站
北海道旅客鐵道（JR北海道）
■石北本線
- 特急「鄂霍茨克」、「大雪」停靠站

特別快速「北見」
當麻（A35）－上川（A43）－白瀧（A45）
普通
安足間（A41）－ （東雲）（A42）－上川（A43）－（天幕）－（中越信號場）－（上越信號場）－（奧白瀧信號場）－（上白瀧（A44））－白瀧（A45）
-  為廢站

此站－白瀧站之間是在來線的定期旅客列車運行路線當中JR最長的車站距離

## 外部連結
- （日語）JR北海道 – 上川車站（页面存档备份，存于）
- （日語）全驛參觀之旅 （页面存档备份，存于）

1. ↑  若包括新幹線則為北海道新幹線的奧津輕今別站－木古內站之間，長74.8公里，是JR最長的車站距離。